# لطفية الدليمي
لطفية الدليمي، وهي كاتبة ومترجمة وصحفية عراقية ناشطة في الدفاع عن حقوق المرأة، ولدت في بغداد في محافظة بغداد عام 1943، وأكملت دراستها في مدارس بغداد، وحصلت على شهادة بكالوريوس آداب في اللغة العربية، وتعتبر من أكبر المدافعات عن حقوق المرأة في العراق.

## أهم الأعمال والمنجزات
- شهادة بكالوريوس آداب لغة عربية.
- عملت في تدريس اللغة العربية لسنوات عديدة ثم عملت محررة للقصة في مجلة الطليعة الأدبية العراقية ومديرة تحرير مجلة الثقافة الأجنبية العراقية.
- ساهمت على مدى سنوات في كتابة أعمدة صحفية في الصفحات الثقافية العراقية.
- نشرت قصصها ومقالاتها في معظم الصحف والمجلات الثقافية العراقية والعربية.
- أكملت دورة في اللغة الإنكليزية وآدابها في جامعة لندن - كلية غولدسمث عام 1978 .
- أسست سنة 1992 مع عدد من المثقفات العراقيات منتدى المراة الثقافي في بغداد.
- تُرجِمت قصصها الى الإنكليزية والبولونية والرومانية والإيطالية وترجمت رواية ( عالم النساء الوحيدات ) إلى اللغة الصينية.
- شاركت في ندوات ثقافية عراقية وقدمت شهادات عن تجربتها الإبداعية في مدن عراقية وعربية .
- شاركت في معرض الكتاب الدولي في مدينة فرانكفورت الألمانية بدعوة من معهد غوته وقدّمت محاضرة عن تجربتها الإبداعية فيه 2004- شاركت في مهرجان القارات الثلاث في جزر الكناري – ندوة الرواية 2004
- قُدمت رسائل دكتوراه وأطاريح ماجستير عديدة عن قصصها ورواياتها في عدد من الجامعات العراقية والعربية والعالمية
- عضو مؤسس في المنبر الثقافي العراقي .و عضو مؤسس في الجمعية العراقية لدعم الثقافة .
- أسّست مركز ( شبعاد ) لدراسات حرية المرأة في بغداد عام 2004 .
- رئيسة تحرير مجلة ( هلا ) الثقافية الشهرية التى صدرت في بغداد عام 2005 .وصدرت منها اربعة اعداد وتوقفت في 2006
- شاركت في عديد من المؤتمرات والملتقيات والندوات في تونس والأردن والمغرب وسوريا والإمارات العربية وإسبانيا وفرنسا وسويسرا وألمانيا .
- غادرت العراق 2006 الى الاردن – ثم الى فرنسا لحضور مؤتمر حرية الاعلام بدعوة من اليونسكو وهيئة الاعلام العراقية .
- اقامت بصفة لاجئة في باريس اواخر عام 2006 وفي 2007 وغادرت نهاية 2008 الى العاصمة الاردنية عمان حيث تقيم الان.
- كتبت على مدى خمس سنوات بدء من 2015 -2016 -2017 -2018 -2019 مقالات اسبوعية في صحيفة العرب اللندنية .

تواصل نشر موضوعاتها وترجماتها في صحيفة المدى وصحيفة الشرق الاوسط ومواقع الكترونية ثقافية.
- اصدرت دار المدى ملحقا خاصا عنها واقامت ندوة للاحتفاء بتجربتها الثقافية 2015 كما اصدرت مجلة ( الجديد اللندنية الثقافية ) 2022 ملحقا خاصا عن تجربتها الابداعية والثقافية.

## من أهم أعمالها الأدبية

### المؤلفات
كتبت وألفت العديد من القصص والمؤلفات ومنها:
1. ممر إلى أحزان الرجال (قصص) - بغداد، 1970.
2. البشارة (قصص) - بغداد، 1975.
3. التمثال (قصص) - بغداد.
4. إذا كنت تحب (قصص) - بغداد، 1980.
5. عالم النساء الوحيدات (رواية وقصص) - بغداد، 1986 - طبعة ثانية دار المدى 2010
6. من يرث الفردوس (رواية) - الهيئة المصرية العامة للكتاب - القاهرة، 1989 - طبعة ثانية بغداد، دار المدى 2014.
7. بذور النار (رواية) - بغداد، 1988.
8. موسيقى صوفية (قصص) - بغداد (حصلت على جائزة القصة العراقية 2004) - طبعة ثانية 2013 دار المدى - بغداد.
9. في المغلق والمفتوح- مقالات جمالية.
10. مالم يقله الرواة (قصص) -الأردن - دار ازمنة - 1999.
11. شريكات المصير الأبدي - دراسة عن المراة المبدعة في حضارات العراق القديمة - دار عشتار- القاهرة- 1999، وطبعة ثانية - دار المدى 2013 بغداد.
12. خسوف برهان الكتبي - رواية-   2001 رام الله - دار الزاهرة
13. الساعة السبعون (نصوص) - بغداد - 2000.
14. ضحكة اليورانيوم (رواية) 2000
15. برتقال سمية (قصص) - 2002- بغداد
16. حديقة حياة- (رواية)
17. يوميات المدن - 2009 - دار فضاءات -الأردن
18. كتاب العودة إلى الطبيعة – بغداد 1989
19. رواية (سيدات زحل) 2009 - دار فضاءات - الأردن، وطبعة ثانية لدار فضاءات في 2012 وطبعة ثالثة في 2014.
20. كتاب كوميكس باللغة الاسبانية بعنوان (بيت البابلي) مستل من فصول رواية سيدات زحل - 2013 دار نورما - مدريد.
21. مسرات النساء (قصص) - دار المدى - 2015
22. إذا كنت تحب (قصص) - دار المدى 2015
23. عُشّاق وفونوغراف وأزمنة (رواية) - دار المدى - 2016.
24. مُدُني وأهوائي: جولات في مدن العالم (الكتاب الفائز بجائزة ابن بطوطة للأدب الجغرافي عن فئة أدب الرحلات) - المؤسسة العربية للدراسات والنشر بالإشتراك مع دار السويدي - 2017
25. مملكة الروائيين العظام (حوارات). دار المدى 2018.
26. عصيان الوصايا: كاتبةٌ تجوب أقاليم الكتابة. دار المدى 2019.[8]
27. إضاءة العتمة – أفكار ورؤى – دار المدى -2020
28. كاليدوسكوب: الإنسان والعالم من منظورات متعددة – دار المدى 2021
29. مشروع أوما (رواية). 2021.[9]
30. كتاب ( كراساتي الباريسية ) - مذكرات – دار المدى - 2023
31. مسرحية  ( الليالي السومرية) – دار المدى - 2023
32. آفاق لانهائية – تجوال حر في فضاءات المعرفة- دار المدى - 2023

### الأعمال المترجمة عن الإنكليزية
1. بلاد الثلوج (رواية) - ياسونارى كواباتا - دار المامون - بغداد 1985- طبعة ثانية دار المدى 2013
2. ضوء نهار مشرق (رواية) - أنيتا ديساي- دار المامون - بغداد1989- طبعة ثانية، دار المدى 2012
3. من يوميات أناييس نن - دار أزمنة - الأردن -1999- طبعة ثانية - دار المدى 2013
4. شجرة الكاميليا- قصص عالمية - بغداد 2000
5. حلمُ غايةٍ ما - السيرة الذاتية للكاتب - الفيلسوف كولن ويلسون، دار المدى، 2015
6. أصوات الرواية - حوارات مع نخبة من الروائيّات والروائيين - صدر ككتاب مجّاني مع مجلّة دبي الثقافيّة العدد 121 في يونيو 2015
7. تطوّر الرواية الحديثة، تأليف: جيسي ماتز، دار المدى، 2016
8. فيزياء الرواية وموسيقى الفلسفة: حوارات مختارة مع روائيات وروائيين - دار المدى - 2016
9. رحلتي: تحويل الأحلام إلى أفعال (مذكرات الرئيس الهندي الراحل زين العابدين عبد الكلام) - دار المدى - 2017
10. قوة الكلمات: حوارات ومقالات لنخبة من المفكرين والفلاسفة - بغداد - دار المدى - 2017
11. الرواية المعاصرة، تأليف: روبرت إيغلستون، بغداد - دار المدى - 2017
12. الروايات التي أحبّ، حوارات مع مجموعة من الكُتّاب - دار المدى - 2018
13. الثقافة، تأليف: تيري إيغلتون، بغداد - دار المدى - 2018
14. نزهة فلسفيّة في غابة الأدب: حوارية بين الروائية - الفيلسوفة آيريس مردوخ والفيلسوف بريان ماغي - بغداد - دار المدى - 2018
15. الثقافتان والثورة العلمية، تاليف: تشارلس بيرسي سنو، دار المدى - 2018 (نُشِر جزء من الكتاب بعنوان - الثقافتان - ككتاب شهري لمجلة الفيصل الثقافية في عددها لشهري سبتمبر وتشرين أول 2018).
16. طريق الحكمة، طريق السلام: كيف يفكّر الدالاي لاما؟ - دار المدى، بغداد - 2018
17. الفكر العابر للانسانية –  موجز تاريخي -نك بوستروم -دار المدى 2019
18. اكتمال العالم: الأدب - المعرفة - السعادة، تأليف:  فيرجينيا وولف وآخرون، دار المدى - بغداد - 2019
19. آلان تورِنغ: مأساة العبقري الذي غيّر العالم، تأليف: جِمْ إليدرج، دار المدى - بغداد - 2019
20. موجز تأريخ حياتي (سيرة ذاتية)، تأليف: ستيفن هوكينغ، دار آشور بانيبال - بغداد - 2019
21. الثقافة الثالثة- نخبة من العلماء والفلاسفة -  دار المدى 2020
22. عن المستقبل – مارتن ريس ، دار المدى - 2021
23. توني موريسون –  بربارا كريمر -سيرة موجزة لكاتبة شجاعة – دار المدى 2021
24. الاله والفيزياء الجديدة – بول ديفز – دار العالي – بغداد 2022
25. روح عصرنا – نخبة من العلماء والفلاسفة والكتّاب- دار المدى 2023

### الأعمال الدرامية
- مسرحية الليالى السومرية - نالت جائزة أفضل نص يستلهم التراث السومريّ - قراءة مغايرة لملحمة كلكامش.
- مسرحية الكرة الحمراء – 1997
- مسرحية الشبيه الأخير - 1995
- مسرحية قمر أور.
- مسرحية شبح كلكامش.
- مسلسل تاريخي عن الحضارة البابلية بِـ (30) ساعة.
- سيناريو صدى حضارة - عن الموسيقى في الحضارة الرافدينية.

### الدراسات
- جدل الأنوثة في الأسطورة - نفي الأنثى من الذاكرة
- كتابات في موضوعة المرأة والحرية
- دراسات في مشكلات الثقافة العراقية الراهنة
- اللغة متن السجال العنيف بين النساء والرجال- لغة للنساء في سومر القديمة
- صورة المراة العربية في الاعلام المعاصر
- دراسات في واقع المراة العراقية خلال العقود السابقة وبعد الاحتلال
- دراسات في حرية المرأة - اعداد وتحرير وتقديم - مركز شبعاد 2004 بغداد
- كتاب أوضاع المراة العراقية في ظل العنف بأنواعه وعنف الاحتلال - إعداد وتحرير وتقديم، 2005
- مختارات من القصة العراقية - ترجم إلى الإنكليزية والإسبانية - تحرير وتقديم - دار المأمون

### الندوات
ساهمت في إعداد الندوات الثقافية، ومن الندوات التي أسهمت بإعدادها وأشرفت عليها وشاركت في أعمالها من 2003 إلى 2006:
- ندوة عن تدمير وسرقة المواقع الثقافية والاثار –لمركز شبعاد -2004
- ندوة وسيمينار عن عالم الاجتماع علي الوردي – المنبر الثقافي العراقي 2005
- ندوة الثقافات العراقية – المشتركات والخصوصيات- الجمعية العراقية لدعم الثقافة
- ندوة عن المنجز الثقافي للمراة العراقية في القرن العشرين - مركز شبعاد لدراسات حرية المراة - سنة 2004.

### الأعمال المخطوطة
- كتاب نصوص
- كتاب الشاي والحب، أزاهير الروح (روايتان).